# Ibrahim Amadou
Ibrahim Amadou (Duala, 6 de abril de 1993) é um futebolista francês nascido em Camarões que atua como volante. Atualmente joga no Shanghai Shenhua.

## Carreira
Ibrahim Amadou começou a carreira no Nancy. No dia 30 de junho de 2018, foi contratado pelo Sevilla.

## Ligação externas
- «Ibrahim Amadou». no Soccerway